# Dybki (gromada)
Dybki – dawna gromada, czyli najmniejsza jednostka podziału terytorialnego Polskiej Rzeczypospolitej Ludowej w latach 1954–1972.
Gromady, z gromadzkimi radami narodowymi (GRN) jako organami władzy najniższego stopnia na wsi, funkcjonowały od reformy reorganizującej administrację wiejską przeprowadzonej jesienią 1954 do momentu ich zniesienia z dniem 1 stycznia 1973, tym samym wypierając organizację gminną w latach 1954–1972.
Gromadę Dybki z siedzibą GRN w Dybkach utworzono – jako jedną z 8759 gromad na obszarze Polski – w powiecie ostrowskim w woj. warszawskim, na mocy uchwały nr VI/10/11/54 WRN w Warszawie z dnia 5 października 1954. W skład jednostki weszły obszary dotychczasowych gromad Dybki, Osuchowo Nowe, Osuchowo Stare, Przyjmy i Wiśniewo ze zniesionej gminy Poręba w tymże powiecie. Dla gromady ustalono 19 członków gromadzkiej rady narodowej.
31 grudnia 1959 z gromady Dybki wyłączono wsie Osuchowa Nowa i Wiśniewo, włączając je do gromady Nagoszewo w tymże powiecie, po czym gromadę Dybki zniesiono a jej (pozostały) obszar włączono do gromady Poręba (Kocęby) tamże.